# Persone di nome Jorge/Calciatori
| Questa pagina contiene informazioni ricavate automaticamente dalle voci biografiche con l'ausilio del template Bio e di un bot. L'aggiornamento è periodico e automatico e ricostruisce completamente la pagina. Se manca una persona in questa lista, sei pregato di non aggiungerla, ma accertati piuttosto che la sua voce biografica contenga il template Bio e che i dati anagrafici siano correttamente compilati. Se il template Bio manca, inseriscilo tu stesso o, in alternativa, metti l'avviso {{tmp\|Bio}} che ne segnala la mancanza. Se i dati riportati sono sbagliati, correggi direttamente la voce biografica; le modifiche saranno visibili in questa lista entro pochi giorni. Per chiarimenti vedi il progetto antroponimi. La lista contiene solo le 268 persone che sono citate nell'enciclopedia e per le quali è stato implementato correttamente il template Bio. Pagina aggiornata al 6 ago 2025. |

Questa è una lista di persone presenti nell'enciclopedia che hanno il nome Jorge e sono calciatori.

## A(23)
- Jorge Achucarro, calciatore paraguaiano (Asunción, n. 1981)
- Jorge Acuña, calciatore uruguaiano († 2024)
- Jorge Acuña, ex calciatore cileno (Ovalle, n. 1978)
- Marcelino Agirrezabala, calciatore spagnolo (Bilbao, n. 1902 - Bilbao, † 1980)
- Jorge Aguilar, calciatore paraguaiano (Paraguarí, n. 1993)
- Jorge Aguirre, calciatore cubano (Lesaka, n. 2000)
- Jorge Aizkorreta, ex calciatore spagnolo (Barakaldo, n. 1974)
- Jorge Alberti, calciatore argentino (Buenos Aires, n. 1912 - † 1985)
- Jorge Albornoz, ex calciatore argentino (n. 1961)
- Jorge Alcalde, calciatore peruviano (Callao, n. 1916 - Lima, † 1990)
- Jorge Alcaraz, ex calciatore paraguaiano (n. 1968)
- Jorge Alonso Martín, ex calciatore spagnolo (Salamanca, n. 1985)
- Jorge Enrique Alonso, ex calciatore spagnolo (Puente Castro, n. 1960)
- Jorge Ampuero, ex calciatore cileno (Santiago, n. 1987)
- Jorge Anchén, ex calciatore uruguaiano (Montevideo, n. 1980)
- Jorge Aparicio, calciatore guatemalteco (n. 1992)
- Jorge Aravena, ex calciatore e allenatore di calcio cileno (Santiago del Cile, n. 1958)
- Claudio Arbiza, ex calciatore uruguaiano (Montevideo, n. 1967)
- Jorge Arias, calciatore colombiano (Valledupar, n. 1992)
- Jorge Arteaga, ex calciatore peruviano (Lima, n. 1966)
- Jorge Ayala, calciatore uruguaiano (Montevideo, n. 1995)
- Jorge Azkoitia, ex calciatore spagnolo (Bilbao, n. 1974)
- Coke, ex calciatore spagnolo (Madrid, n. 1987)

## B(23)
- Jorge Baidek, ex calciatore brasiliano (Barão de Cotegipe, n. 1960)
- Jorge Banguero, ex calciatore colombiano (Cali, n. 1974)
- Jorge Sebastian Baratteri, ex calciatore argentino (Tres Arroyos, n. 1977)
- Jorge Bartero, ex calciatore argentino (Buenos Aires, n. 1957)
- Jorge Battaglia, ex calciatore paraguaiano (Asunción, n. 1960)
- Jorge Bazán, calciatore peruviano (Lima, n. 1991)
- Jorge Benegas, calciatore argentino (Cuyo, n. 1922 - † 2020)
- Jorge Benguché, calciatore honduregno (Olanchito, n. 1996)
- Jorge Bentivegna, ex calciatore argentino (Buenos Aires, n. 1942)
- Jorge Daniel Benítez, calciatore paraguaiano (n. 1992)
- Jorge Benítez, ex calciatore peruviano (n. 1942)
- Jorge Berlanga, calciatore messicano (Torreón, n. 2003)
- Jorge Bermúdez, ex calciatore colombiano (Calarcá, n. 1971)
- Jorge Betancur, calciatore colombiano (Medellín, n. 1991)
- Jorge Bolaño, calciatore e allenatore di calcio colombiano (Santa Marta, n. 1977 - Cúcuta, † 2025)
- Iván Bolaño, calciatore argentino (Buenos Aires, n. 1998)
- Jorge Bolaños, calciatore ecuadoriano (n. 1944 - † 1996)
- Jorge Borelli, ex calciatore argentino (Buenos Aires, n. 1964)
- Jorge Brítez, calciatore paraguaiano (Villarrica, n. 1981)
- Jorge Broun, calciatore argentino (Rosario, n. 1986)
- Jorge Gibson Brown, calciatore argentino (Jeppener, n. 1880 - San Isidro, † 1936)
- Bura Nogueira, calciatore guineense (Bissau, n. 1995)
- Jorginho, calciatore guineense (Bissau, n. 1995)

## C(32)
- Samuel Caballero, ex calciatore honduregno (Puerto Lempira, n. 1974)
- Jorge Cabezas Hurtado, calciatore colombiano (Tumaco, n. 2003)
- Jorge Cadete, ex calciatore portoghese (Pemba, n. 1968)
- Jorge Campos, calciatore e allenatore di calcio messicano (Acapulco, n. 1966)
- Jorge Luis Campos, ex calciatore paraguaiano (Asunción, n. 1970)
- Jorge Caraballo, ex calciatore uruguaiano (Treinta y Tres, n. 1959)
- Jorge Carranza, calciatore argentino (Córdoba, n. 1981)
- Jorge Carrascal, calciatore colombiano (Cartagena de Indias, n. 1998)
- Jorge Carrasco, ex calciatore cileno (n. 1961)
- Jorge Carrasco, ex calciatore cileno (Santiago del Cile, n. 1982)
- Jorge Carrascosa, ex calciatore argentino (Valentín Alsina, n. 1948)
- Jorge Casado, calciatore spagnolo (Madrid, n. 1989)
- Jorge Castañeda, ex calciatore messicano (Guadalajara, n. 1970)
- Jorge Miguel Castro Monteiro, calciatore portoghese (Guimarães, n. 2003)
- Jorge Castro, calciatore costaricano (San José, n. 1990)
- Jorge Cazulo, ex calciatore uruguaiano (Maldonado, n. 1982)
- Jorge Claros, calciatore honduregno (La Ceiba, n. 1986)
- Jorge Luís Clavelo, calciatore cubano (Santa Clara, n. 1982)
- Jorge Comas, ex calciatore argentino (Paraná, n. 1960)
- Jorge Cordero, ex calciatore peruviano (n. 1962)
- Jorge Luís Corrales, calciatore cubano (Pinar del Río, n. 1991)
- Jorge Correa, calciatore argentino (San Antonio de Padua, n. 1993)
- Jorge Félix Correia, ex calciatore brasiliano (n. 1940)
- Jorge Costa, calciatore, allenatore di calcio e dirigente sportivo portoghese (Porto, n. 1971 - Porto, † 2025)
- Jorge Cruz, ex calciatore colombiano (Tuluá, n. 1966)
- Jorge Cuenca, calciatore spagnolo (Madrid, n. 1999)
- Jorge Cuesta, calciatore ecuadoriano (Cuenca, n. 1992)
- Jorge Curbelo, ex calciatore uruguaiano (Montevideo, n. 1981)
- Darío Cáceres, calciatore paraguaiano (Pirayú, n. 1998)
- Jorge Córdoba, calciatore argentino (Santa Fe, n. 1987)
- Ortunho, calciatore brasiliano (Porto Alegre, n. 1935 - Porto Alegre, † 2004)
- Sammir, ex calciatore brasiliano (Itabuna, n. 1987)

## D(17)
- Jorge De Olivera, ex calciatore argentino (Posadas, n. 1982)
- Jorge Deschamps, calciatore cileno (Santiago del Cile, n. 1984)
- Jorge Roberto Díaz, calciatore messicano (Benito Juárez, n. 1998)
- Jorge Dominichi, calciatore argentino (Buenos Aires, n. 1947 - Buenos Aires, † 1998)
- Matías Donoso, calciatore cileno (San José de Maipo, n. 1986)
- Jorge Luis Díaz Gutiérrez, calciatore uruguaiano (Montevideo, n. 1989)
- Jorge Manuel Díaz, ex calciatore argentino (Real Sayana, n. 1966)
- Jorge Fellipe, calciatore brasiliano (Rio de Janeiro, n. 1988)
- Jorge Pires, ex calciatore portoghese (Amares, n. 1981)
- Jorge Ribeiro, ex calciatore portoghese (Lisbona, n. 1981)
- Jorge Vidigal, ex calciatore portoghese (Elvas, n. 1978)
- Jorge Soares da Silva, ex calciatore portoghese (Lamego, n. 1972)
- Jorge de Frutos, calciatore spagnolo (Navares de Enmedio, n. 1997)
- Jorge de Moura Xavier, calciatore brasiliano (Goiânia, n. 1991)
- Jorge Marco de Oliveira Moraes, calciatore brasiliano (Rio de Janeiro, n. 1996)
- Jorge Henrique de Souza, calciatore brasiliano (Resende, n. 1982)
- Jorge Fernando dos Santos Silva, calciatore portoghese (Porto, n. 1996)

## E(4)
- Jorge Echeverría, calciatore venezuelano (San Cristóbal, n. 2000)
- Jorge Enríquez, ex calciatore messicano (Mexicali, n. 1991)
- Jonathan Espericueta, ex calciatore messicano (Monterrey, n. 1994)
- Jorge Iván Estrada, ex calciatore messicano (Culiacán, n. 1983)

## F(8)
- Jorge Franco Alviz, ex calciatore spagnolo (Burguillos del Cerro, n. 1993)
- Jorge Rodrigues, ex calciatore portoghese (Vila Real, n. 1982)
- Nicolás Figal, calciatore argentino (Buenos Aires, n. 1994)
- Enrique Flores, calciatore boliviano (Santa Cruz de la Sierra, n. 1994)
- Ezequiel Forclaz, calciatore argentino (San Fernando, n. 2003)
- Jorge Fucile, ex calciatore uruguaiano (Montevideo, n. 1984)
- Joca, calciatore portoghese (Braga, n. 1996)
- Jorginho, calciatore brasiliano (Imbituba, n. 1991)

## G(23)
- Jorge Gabrich, ex calciatore argentino (Chovet, n. 1963)
- Jorge Gallego, ex calciatore colombiano (Cali, n. 1939)
- Jorge Galán, calciatore spagnolo (Pamplona, n. 1989)
- Jorge García, ex calciatore uruguaiano (Montevideo, n. 1986)
- Jorge García Hurtado, calciatore nicaraguense (Managua, n. 1998)
- Jorge Morcillo, calciatore spagnolo (Valencia, n. 1986)
- Jorge García Santos, calciatore spagnolo (A Coruña, n. 1957 - † 2020)
- Jorge García Torre, ex calciatore spagnolo (Gijón, n. 1984)
- Jorge Gatgens, calciatore costaricano (n. 1988)
- Jorge Luis Gómez, ex calciatore cileno (n. 1968)
- Jorge Góngora, calciatore peruviano (Lima, n. 1906 - † 1999)
- Mágico González, ex calciatore salvadoregno (San Salvador, n. 1958)
- Jorge Gonçalves Tavares, calciatore portoghese (Lisbona, n. 1905 - † 1951)
- Jorge Grant, calciatore inglese (Oxford, n. 1994)
- Jorge Graví, calciatore uruguaiano (Treinta y Tres, n. 1994)
- Jorge Griffa, calciatore argentino (Casilda, n. 1935 - Rosario, † 2024)
- Jorge Guagua, ex calciatore ecuadoriano (Esmeraldas, n. 1981)
- Jorge Guasch, ex calciatore paraguaiano (Itá, n. 1961)
- Jorge Guzmán, calciatore messicano (Puerto Vallarta, n. 2003)
- Jorge Gáspari, ex calciatore argentino (Mar del Plata, n. 1958)
- Jorge Gómez, calciatore uruguaiano
- Jorge Wagner, ex calciatore brasiliano (Feira de Santana, n. 1978)
- Yordi, ex calciatore spagnolo (San Fernando, n. 1974)

## H(7)
- Jorge Hernández González, ex calciatore messicano (Guadalajara, n. 1988)
- Jorge Daniel Hernández, ex calciatore messicano (San Luis Potosí, n. 1989)
- Agustín Hernández, calciatore uruguaiano (Mendoza, n. 1997)
- Jorge Herrando, calciatore spagnolo (Pamplona, n. 2001)
- Jorge Higuaín, ex calciatore argentino (Buenos Aires, n. 1957)
- Jorge Hirano, ex calciatore peruviano (Huaral, n. 1956)
- Jorge Huamán, ex calciatore peruviano (Callao, n. 1977)

## I(2)
- Jorge Insfrán, ex calciatore paraguaiano (Luque, n. 1949)
- Jorge Iribarren, calciatore argentino (n. 1898)

## J(1)
- Jorge Jiménez, ex calciatore argentino (Buenos Aires, n. 1970)

## K(1)
- Jorge Kindelán, calciatore cubano (Santiago de Cuba, n. 1986)

## L(7)
- Jorge Caballero, ex calciatore colombiano (Cali, n. 1981)
- Jorge Kadú, ex calciatore capoverdiano (Mindelo, n. 1991)
- Jorge Larena-Avellaneda Roig, ex calciatore spagnolo (Las Palmas de Gran Canaria, n. 1981)
- Jorge Lievano, ex calciatore salvadoregno (Soyapango, n. 1943)
- Jorge Manuel Lopes Silva, ex calciatore portoghese (Lisbona, n. 1959)
- Jorge López Montaña, ex calciatore spagnolo (Logroño, n. 1978)
- Tote, ex calciatore spagnolo (Madrid, n. 1978)

## M(21)
- Jorge Maldonado, calciatore argentino (Buenos Aires, n. 1929 - Merlo, † 2012)
- Jorge Manduca, ex calciatore argentino (Santa Fe, n. 1979)
- Jorge Manicera, calciatore uruguaiano (Montevideo, n. 1938 - Montevideo, † 2012)
- Jorge Marsiglia, ex calciatore colombiano (Sahagún, n. 1999)
- Jorge Andrés Martínez, ex calciatore uruguaiano (Montevideo, n. 1983)
- Jorge Martins, ex calciatore portoghese (Alhos Vedros, n. 1954)
- Jordi Martín, calciatore spagnolo (Madrid, n. 2001)
- Jorge Daniel Martínez, ex calciatore argentino (Montecarlo, n. 1973)
- Jorge Massó, ex calciatore cubano (n. 1950)
- Jorge Méndez, calciatore panamense (Panama, n. 2001)
- Jorge Alberto Mendonça, ex calciatore portoghese (Luanda, n. 1938)
- Hernán Menosse, calciatore uruguaiano (San Carlos, n. 1987)
- Jorge Meré, calciatore spagnolo (Oviedo, n. 1997)
- Jorge Miguel, ex calciatore brasiliano (Votorantim, n. 1943)
- Jorge Miramón, calciatore spagnolo (Saragozza, n. 1989)
- Jorge Molina, ex calciatore spagnolo (Alcoy, n. 1982)
- Emanuel Molina, ex calciatore argentino (Río Tercero, n. 1987)
- Jorge Monteiro, calciatore portoghese (Porto, n. 1988)
- Jorge Moreira, calciatore paraguaiano (Villarrica, n. 1990)
- Jorge Morel, calciatore paraguaiano (Asunción, n. 1998)
- Jorge Félix, calciatore spagnolo (Madrid, n. 1991)

## N(3)
- Osvaldo Negri, ex calciatore argentino (Buenos Aires, n. 1933)
- Jorge Amado Nunes, ex calciatore paraguaiano (Berzategui, n. 1961)
- Jorge Núñez, ex calciatore paraguaiano (Asunción, n. 1978)

## O(14)
- Jorge Calado, ex calciatore portoghese (n. 1946)
- Jorge Obregón, calciatore colombiano (Puerto Tejada, n. 1997)
- Jorge Olaechea, ex calciatore peruviano (Ica, n. 1958)
- Jorginho, calciatore brasiliano (Pereira Barreto, n. 1988)
- Jorge Fernandes, calciatore portoghese (Braga, n. 1997)
- Jorge Ormeño, ex calciatore cileno (Viña del Mar, n. 1977)
- Jorge Orozco, calciatore boliviano (n. 2000)
- Jorge Ortega, calciatore paraguaiano (Asunción, n. 1991)
- Jorge Antonio Ortiz, ex calciatore boliviano (Concepción, n. 1984)
- Jorge Ortiz, ex calciatore argentino (Castelar, n. 1984)
- Jorge Ortiz Mendoza, calciatore spagnolo (Villacañas, n. 1992)
- Jorge Ortí, ex calciatore spagnolo (Saragozza, n. 1993)
- Jorge Otero, ex calciatore spagnolo (Pontevedra, n. 1969)
- Jorge Oyarbide, calciatore uruguaiano (Paysandú, n. 1944 - † 2013)

## P(20)
- Jorge Couto, ex calciatore portoghese (Santa Maria da Feira, n. 1970)
- Jorge Eduardo, calciatore brasiliano (San Paolo, n. 1994)
- Jorge Mendonça, calciatore brasiliano (Silva Jardim, n. 1954 - Campinas, † 2006)
- Jorginho, ex calciatore brasiliano (Goiânia, n. 1977)
- Jorge Pacheco, calciatore e allenatore di calcio uruguaiano (Montevideo, n. 1889 - † 1957)
- Jorge Antonio Padilla Leal, calciatore messicano (Guadalajara, n. 1993)
- Nico Pandiani, calciatore uruguaiano (Montevideo, n. 1994)
- Jorge Pardón, calciatore peruviano (Arequipa, n. 1905 - Lima, † 1977)
- Jorge Pascual, calciatore spagnolo (Almería, n. 2003)
- Jorge Peredo, ex calciatore cileno (Santiago del Cile, n. 1953)
- Jorginho, ex calciatore brasiliano (Oscar Bressane, n. 1985)
- Jorge Pereyra Díaz, calciatore argentino (La Rioja, n. 1990)
- Jorge Perlaza, ex calciatore colombiano (Guapi, n. 1985)
- Jorge Pina Roldán, ex calciatore spagnolo (Saragozza, n. 1983)
- Jorge Piotti, ex calciatore argentino (n. 1940)
- Jorge Pombo, calciatore spagnolo (Saragozza, n. 1994)
- Jorge Porras, ex calciatore colombiano (Medellín, n. 1959)
- Jorge Pulido, calciatore spagnolo (Talavera de la Reina, n. 1991)
- Jorginho Putinatti, ex calciatore brasiliano (Marília, n. 1959)
- Jorge Iván Pérez, calciatore argentino (Tandil, n. 1990)

## Q(1)
- Jorge Quinteros, ex calciatore argentino (San Fernando, n. 1974)

## R(18)
- Roberto Esparza, ex calciatore messicano (Puebla de Zaragoza, n. 1965)
- Jorge Nelson Ramírez, ex calciatore peruviano (Iñapari, n. 1955)
- Jorge Luis Ramírez, ex calciatore cubano (n. 1977)
- Jorge Recalde, calciatore paraguaiano (Asunción, n. 1992)
- Jorge Rinaldi, ex calciatore argentino (Buenos Aires, n. 1963)
- George Robledo, calciatore cileno (Iquique, n. 1926 - Viña del Mar, † 1989)
- Jorge Rodas, ex calciatore guatemalteco (Jalapa, n. 1971)
- Jorge Rodríguez, calciatore messicano (Toluca, n. 1968 - † 2024)
- Jorge Marcelo Rodríguez, calciatore uruguaiano (Montevideo, n. 1985)
- Jorge Rodríguez, calciatore messicano (Tlaquepaque, n. 2001)
- Jorge Agustín Rodríguez, calciatore argentino (Mendoza, n. 1995)
- Jorge Rodríguez, ex calciatore messicano
- Jorge Luis Rojas, calciatore paraguaiano (Concepción, n. 1993)
- Jorge Rojas, ex calciatore venezuelano (Mérida, n. 1977)
- Jorge Lino Romero, ex calciatore paraguaiano (Luque, n. 1932)
- Jorge Romo Salinas, calciatore cileno (Forestal, n. 1990)
- Jorge Romo Fuentes, calciatore messicano (L'Avana, n. 1923 - Città del Messico, † 2014)
- Jorge Ruvalcaba, calciatore statunitense (Rialto, n. 2001)

## S(17)
- Jorge San Esteban, ex calciatore e allenatore di calcio argentino (La Plata, n. 1972)
- Jorge Sanguina, calciatore paraguaiano (Coronel Oviedo, n. 1999)
- Jorge Sarmiento, calciatore peruviano (n. 1900 - † 1957)
- Jorge Segura, calciatore colombiano (Zarzal, n. 1997)
- Jorge Seré, ex calciatore uruguaiano (Montevideo, n. 1961)
- Jorge Serna, ex calciatore colombiano (Medellín, n. 1979)
- Alejandro Severo, calciatore uruguaiano (Artigas, n. 2005)
- Jorge Luiz da Silva Brum, ex calciatore brasiliano (Porto Alegre, n. 1965)
- Jorge Santos Silva, calciatore brasiliano (Recife, n. 1987)
- Jorge Siviero, ex calciatore uruguaiano (Montevideo, n. 1952)
- Jorge Soto, ex calciatore peruviano (Lima, n. 1971)
- Jorge Spedaletti, calciatore cileno (Rosario, n. 1947 - Santiago del Cile, † 2022)
- Jorge Sáenz, calciatore spagnolo (Tenerife, n. 1996)
- Sebastián Sáez, calciatore argentino (Santiago del Estero, n. 1985)
- Jorge Sánchez García, calciatore argentino (Florida, n. 1930 - † 1990)
- Jorge Sánchez, calciatore messicano (Celaya, n. 1993)
- Jorge Sánchez, calciatore messicano (Torreón, n. 1997)

## T(8)
- Djaniny, calciatore capoverdiano (Santa Cruz, n. 1991)
- Jorge Talavera, ex calciatore peruviano (Lima, n. 1963)
- Jorge Teixeira, calciatore portoghese (Lisbona, n. 1986)
- Jorge Toro, calciatore cileno (Santiago del Cile, n. 1939 - El Quisco, † 2024)
- Jorge Torres Nilo, ex calciatore messicano (Tijuana, n. 1988)
- Jorge Ubaldo Traverso, ex calciatore argentino (Buenos Aires, n. 1947)
- Jorge Trinidad, calciatore uruguaiano (Tacuarembó, n. 1993)
- Jorge Troncoso, ex calciatore cileno (Santiago del Cile, n. 1993)

## U(1)
- Jorge Ulate, ex calciatore costaricano (Heredia, n. 1956)

## V(11)
- Jorge Valadéz, ex calciatore messicano (Abasolo, n. 1996)
- Jorge Valderrama, calciatore boliviano (n. 1906 - † 1968)
- Jorge Vidal Valdez, calciatore argentino (San Vicente, n. 1994)
- Jorge Valdivia, ex calciatore cileno (Maracay, n. 1983)
- Jorge Velázquez, calciatore argentino (Vera, n. 1982)
- Jorge Vieira, calciatore portoghese (Lisbona, n. 1898 - † 1986)
- Jorge Silva Vieira, calciatore e allenatore di calcio brasiliano (Rio de Janeiro, n. 1934 - Rio de Janeiro, † 2012)
- Jorge Villafaña, ex calciatore statunitense (Anaheim, n. 1989)
- Jorge Villalpando, ex calciatore messicano (Puebla, n. 1985)
- Jorge Villazán, ex calciatore uruguaiano (Durazno, n. 1962)
- Jorge Alfredo Vásquez, ex calciatore salvadoregno (n. 1945)

## Y(1)
- Jorge Yriarte, calciatore venezuelano (Barquisimeto, n. 2000)

## Z(3)
- Jorge Zamogilny, ex calciatore argentino (Buenos Aires, n. 1980)
- Giovanni Zarfino, calciatore uruguaiano (Montevideo, n. 1991)
- Jorge Zárate, calciatore messicano (San Luis Potosí, n. 1992)

## Á(2)
- Gabriel Álvez, ex calciatore uruguaiano (Montevideo, n. 1974)
- Jorge Álvarez, calciatore honduregno (Tegucigalpa, n. 1998)